# Tiberio de Jesús Salazar y Herrera
Tiberio de Jesús Salazar y Herrera (Granada, 27 de julio de 1871-Medellín, 4 de marzo de 1942) fue un eclesiástico colombiano de la Iglesia católica, obispo de Manizales y arzobispo de Medellín. En Manizales fundó el cementerio San Esteban y colocó la primera piedra de la catedral; y en Medellín, fundó la Universidad Pontificia Bolivariana, el Liceo Salazar y Herrera y la Escuela Normal Superior Antioqueña de Señoritas.

## Biografía

### Primeros años y formación
Nació en Granada, Antioquia, el 27 de julio de 1871, único hijo varón de Jesús Salazar y María de Jesús Herrera. Realizó sus estudios eclesiásticos en el Seminario Mayor de Medellín a partir de 1891. 

### Sacerdocio
Recibió la ordenación sacerdotal el 12 de junio de 1897 de manos de Monseñor Joaquín Pardo Vergara. Fue profesor del Seminario, notario de la Curia y prosecretario. Capellán de los hermanos Cristianos en los primeros años de su sacerdocio. El 28 de enero de 1899 fue nombrado párroco La Ceja en donde fundó el Colegio San José; más tarde en febrero de 1909, fue trasladado al curato de Sonsón en donde construyó la iglesia de piedra que después sería la Catedral de la Diócesis de Sonsón.

## Episcopado

### Obispo de Manizales
Estando en Sonsón, fue preconizado obispo de Manizales el 6 de julio de 1922 y fue consagrado en Medellín por monseñor Manuel José Caicedo el 19 de noviembre del mismo año y el 3 de diciembre tomó posesión de su sede. 

### Arzobispo en Medellín
El 7 de julio de 1932, fue nombrado arzobispo coadjutor de Medellín con derecho a sucesión con el título de arzobispo de Rizep y administrador apostólico de Manizales mientras era nombrado el nuevo obispo. Monseñor Caicedo lo nombró entonces vicario general de la arquidiócesis y asistente general de la Acción Católica. Su obra como arzobispo coadjutor fue destacable. Más tarde y debido a la vejez y enfermedad de monseñor Caicedo, es nombrado en mayo de 1934 Administrador Apostólico ad nutum y en febrero de 1935 Administrador Apostólico con todos los poderes. El 22 de junio de 1937, comenzó a ser Arzobispo titular de Medellín al morir monseñor Caicedo.
Fundó el 1 de febrero de 1938 el periódico oficial de la arquidiócesis con el nombre de "Boletín Arquidiocesano", nombrando como Director al padre Miguel Giraldo, como redactor al Pbro. Alfonso Uribe Jaramillo quien sería Rector del Seminario Mayor de Medellín y como administrador al Pbro. Daniel Restrepo. El periódico se publicó hasta 1963, y su colección, de casi treinta años, es hoy una fuente para la historia del arzobispado. Ordenó la venta de la finca San Javier, asiento hoy del barrio del mismo nombre, y la compra de la finca Betania en el barrio Buenos Aires para la construcción de la sede Seminario Menor, pensó y planeó separarlo del Seminario Mayor pues venía desde comienzos funcionado en el mismo edificio, pero no logró conseguir el decreto para ello. Actualmente, en el predio se encuentra el batallón del Ejército Nacional, Bomboná. Fundó en 1936 la Normal Antioqueña de Señoritas, la Universidad Católica Bolivariana, el Liceo Parroquial San Pascual Bailón,y el Liceo Salazar y Herrera
En 1935, monseñor Salazar fundó la Hora Católica, poniendo al frente de ella al Pbro. Félix Henao Botero quien sería Rector Magnífico de la Universidad Pontificia Bolivariana, quien siempre escogió para las conferencias radiales a las más destacadas personalidades de Medellín. Estas conferencias se editaban luego para ser vendidas; se llegaron a sacar hasta 120.000 ejemplares. 
En 1935 Monseñor Salazar presidió el congreso Eucarístico Nacional de Medellín, realizado del 14 al 18 de agosto. En esta celebración se dieron cita todos los Obispos colombianos y algunos extranjeros, muchos sacerdotes, religiosos y religiosas y más de cuatrocientos mil fieles que rindieron devotamente homenaje a Jesús Sacramentado en el suntuoso templete eucarístico, el cual se construyó en una explanada. Como recuerdo de este congreso Eucarístico se dispuso la adoración perpetua del Santísimo Sacramento en el templo de San Juan de Dios (Calle Colombia). En el lugar donde se levantó el templete, está edificado hoy el templo parroquial del Sagrario. Estuvo en Roma en visita al Limina apostolorum e informó sobre el funcionamiento del Seminario.

### Fallecimiento
El 4 de marzo de 1942 monseñor Salazar y Herrera murió en Medellín y fue sepultado en la Catedral Metropolitana de Medellín. Ordenó 44 sacerdotes. Entonces fue nombrado como vicario capitular monseñor José Joaquín Ramírez Urrea, natural de Marinilla, quien fuera Rector del Seminario Mayor de Medellín.

## Liceo Salazar y Herrera
Para rendir un sentido homenaje a Monseñor Salazar, Monseñor Damián Ramírez Gómez y Tiberio de Jesús Salazar y Herrera en asociación con la Arquidiócesis de Medellín, fundó la Unidad Educativa Salazar y Herrera, que posteriormente sería llamada Liceo Salazar y Herrera.
Su nombre también se encuentra en la Institución Universitaria Salazar y Herrera fundada por Monseñor Gustavo Calle Giraldo, de la cual hoy es rector el Pbro. Jairo Alonso Molina Arango, Al grupo empresarial hoy conocido como Salazar Y Herrera.